# فرودگاه آبی ریلاینس
فرودگاه آبی ریلاینس (به انگلیسی: Fort Reliance Water Aerodrome) یک فرودگاه همگانی است که یک باند فرود آب دارد. این فرودگاه در کشور کانادا قرار دارد و در ارتفاع ۱۵۷ متری از سطح دریا واقع شده است.